# Sirah Pulau (Merapi Timur)
Sirah Pulau is een bestuurslaag in het regentschap Lahat van de provincie Zuid-Sumatra, Indonesië. Sirah Pulau telt 906 inwoners (volkstelling 2010).